# Palazzo Paz
Palazzo Paz (Palacio Paz in spagnolo) è un edificio storico della capitale argentina Buenos Aires situato su plaza San Martín, nel quartiere di Retiro. Il 21 luglio 2014 è stato proclamato monumento nazionale.

## Storia
Negli anni novanta del XIX secolo José C. Paz, aristocratico, diplomatico ed editore del quotidiano La Prensa, incaricò l'architetto francese Louis-Marie Henri Sortais di realizzare un lussuoso palazzo di 12.000 m² e 140 stanze nel quartiere signorile di Retiro. I lavori di costruzione iniziarono nel 1902 e furono completati nel 1914, due anni dopo la morte del committente.
Nel 1938 un'ala del palazzo fu venduta ed adibita a sede del Circolo Militare. Tre anni più tardi fu inaugurato all'interno dell'edificio il Museo delle Armi della Nazione.

## Descrizione
Il palazzo è composto da tre sezioni disposte su un terreno irregolare intorno a un giardino interno che originariamente si estendeva fino su calle Esmeralda. La facciata principale, su avenida San Fe, si richiama al castello francese di Chantilly. Gli interni sono decorsati con stili differenti: Rinascimento francese per la Galleria d'Onore e la sala da pranzo principale; Reggenza per la sala da ballo; Luigi XVI e Impero per le stanze più piccole; e Luigi XIV per la Grande Sala d'Onore, una magnifica sala circolare ricoperta di marmo prezioso e coronata da una bella cupola di vetro colorato.

## Museo delle Armi
All'interno del palazzo è ospitato il Museo delle Armi della Nazione, una collezione di circa 2000 articoli, tra cui armi ed uniformi. Tra i pezzi più antichi una cotta di maglia appartenuta all'imperatore bizantino Comneno, vari oggetti dell'epoca delle Crociate ed un archibugio utilizzato nella battaglia di Aguere del 1494.